# Jessica Falkholt
Jessica Falkholt (Sydney, 1988. május 15. – Sydney, 2018. január 17.) ausztrál színésznő.

## Élete
1988. május 15-én Sydneyben született egy svéd apa és egy olasz anya gyermekeként. A Castle Hill-i Gilroy Középiskolában majd az NSW Egyetemen tanult. Számos színházi előadásban szerepelt. A diploma megszerzése után televíziós reklámokban játszott.
2012-ben felvették a Nemzeti Színjátszás Intézetbe. Karrierjében áttörést jelentett, hogy nagyobb szerepet kapott az Otthonunk című sorozatban. Első nagyjátékfilmje a Harmony című film volt, ahol a címszereplő bőrébe bújhatott.

## Halála
2017. december 26-án Falkholt és családja autóbalesetet szenvedett, amelynek következtében a szülei a helyszínen szörnyethaltak. A balesetet szenvedett autó kigyulladt Jessica Falkholtot és húgát, a 21 éves Annabelle-t, sikerült kimenteni az égő roncsból, de Annabelle december 29-én meghalt a Sydneyben található Liverpool Kórházban. A balesetet elszenvedő másik kocsi ötven éves sofőrje szintén életét vesztette.
Jessica Falkholtot elszállították a Sydney-ben található Szent György Kórházba, ahol kómába került, majd több életmentő műtéten esett át, a veséjén és a koponyáján is orvosi beavatkozásra volt szükség. Úgy tűnt, hogy Jessica Falkholt állapota stabilizálódik, de 2018. január 17-én elhunyt a kórházban.

## Filmjei
- Behajtók (televíziós sorozat)) (2012) - Nővér
- Otthonunk (televíziós sorozat, 16 részben) (2016) – Hope Morrison
- Green River: Part One (rövidfilm) (2017) - Diana
- Bite Club (televíziós sorozat) (2017) - Emma Bailey
- Harmony (2018) – Harmony

## Fordítás
- Ez a szócikk részben vagy egészben  a   Jessica Falkholt című angol Wikipédia-szócikk fordításán alapul.  Az eredeti cikk szerkesztőit annak laptörténete sorolja fel. Ez a jelzés csupán a megfogalmazás eredetét és a szerzői jogokat jelzi, nem szolgál a cikkben szereplő információk forrásmegjelöléseként.